# فاروجان أكوبيان
فاروجان أكوبيان (بالأرمنية: Վարուժան Հակոբյան); (بالإنجليزية: Varuzhan Akobian)‏ لاعب شطرنج أمريكي من أصل أرميني يحمل لقب أستاذ كبير.
- ولد في 19 نوفمبر 1983 في يريفان في أرمينيا.
- يقيم حاليا في لوس أنجلس.
- لعب ضمن المنتخب الأمريكي الفائز بالميدالية البرونزية في عام 2006 و2008 في أولمبياد الشطرنج.
- حصل على لقب أستاذ دولي في سن السادسة عشر.
- حصل على لقب أستاذ كبير عام 2003.
- في مايو 2014 احتل المركز الخامس في قائمة أعلى اللاعبين تصنيفاً في الولايات المتحدة الأمريكية وفق الاتحاد الدولي للشطرنج بتصنيف 2643 نقطة.

## روابط خارجية
- فاروجان أكوبيان على موقع الاتحاد الدولي للشطرنج (الإنجليزية)
- فاروجان أكوبيان على موقع مباريات الشطرنج (الإنجليزية)
- فاروجان أكوبيان على موقع 365Chess.com (الإنجليزية)
- فاروجان أكوبيان على موقع Chesstempo.com (الإنجليزية)
- فاروجان أكوبيان على موقع الاتحاد الأمريكي للشطرنج (الإنجليزية)
- فاروجان أكوبيان سجل أولمبياد الشطرنج على موقع OlimpBase.org (الإنجليزية)